# Empenyiment
|  | Per a l'empenyiment d'Arquimedes, vegeu Principi d'Arquimedes. |

Representació esquemàtica de les pressions en tota l'extensió de la superfície d'un coet, i de la quantitat de moviment de sortida del fluid de la tovera que, amb el seu flux continuat, donen lloc a una força d'empenyiment sobre el vehicle.

S'anomena empenyiment o empenyiment aerodinàmic la força de tracció generada per un conjunt motopropulsor que sol prendre la forma de motor de reacció o de conjunt motor-hèlix.
L'empenyiment és la força resultant de la reacció descrita quantitativament per la tercera llei de Newton. Quan un sistema expel·leix o accelera una massa de fluid en una direcció (acció), la massa accelerada causa una força igual en sentit oposat (reacció).
Matemàticament, això significa que la força total experimentada per un sistema s'accelera amb una massa m que és igual i oposada a m multiplicat per l'acceleració a experimentada per la massa:
F = -m·a

## Exemples

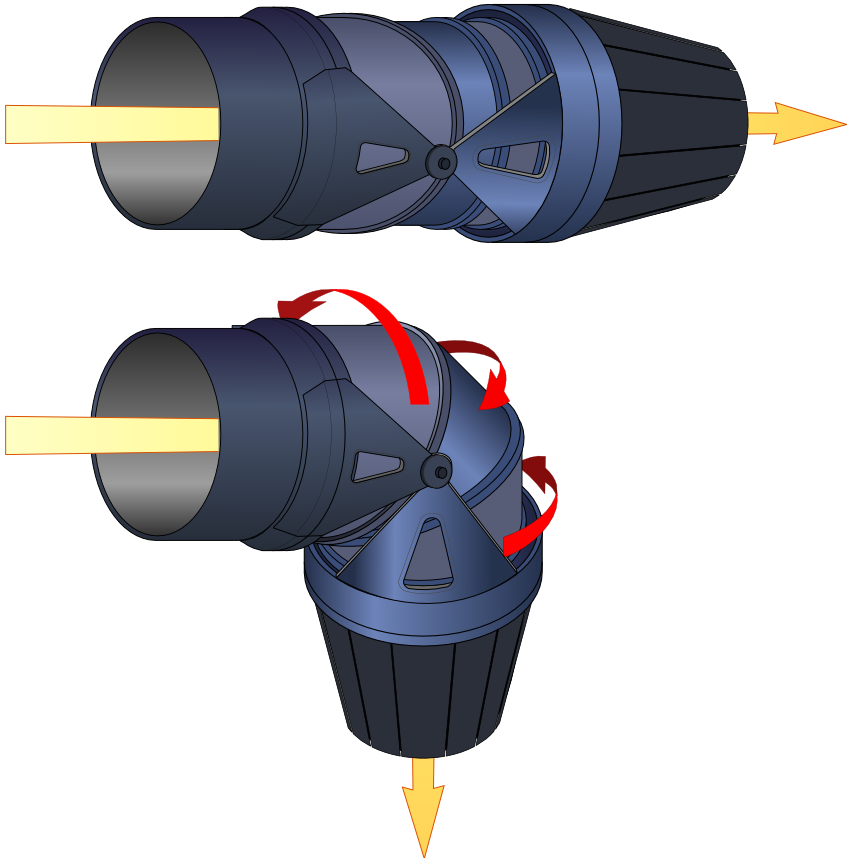
Exemple d'aplicació d'empenyiment vectoritzat en el motor F135.

Un avió genera empenyiment cap endavant quan l'hèlice en rotació empeny l'aire, o expulsa els gasos expansius del reactor, cap a darrere l'avió. L'empenyiment cap endavant és proporcional a la massa de l'aire multiplicada per la velocitat mitjana del flux de l'aire.
De manera similar, un vaixell genera empenyiment cap endavant o enrere quan l'hèlice empeny l'aigua cap enrere (o endavant). L'empenyiment resultant empeny el vaixell en la mateixa direcció i en sentit oposat a la suma del canvi de moment de l'aigua que flueix a través de l'hèlice.
Un coet (i tota la massa que hi està unida) és propulsat cap amunt per un empenyiment igual però en sentit oposat a la massa multiplicada per la seva velocitat respecte al coet.

## Potència resultant i rendiment propulsiu

Diagrama del rendiment propulsiu d'un motor coet.

En certs problemes de rendiments, resulta interessant calcular la potència equivalent, efectuada per una hèlix que treballa en un medi fluid. Aquesta potència és el resultat de multiplicar l'empenyiment o tracció d'aquesta hèlix per la velocitat relativa de moviment de l'hèlix respecte al fluid.
Potència propulsiva (watts) = Empenyiment (newtons) x Velocitat (metres / segon)
On la velocitat relativa és normalment la velocitat de moviment del vehicle. D'aquesta potència es pot extreure una mesura del rendiment propulsor de l'hèlix instal·lada, treballant en un cert punt de l'envoltant de vol.